# Langwasser Süd (metropolitana di Norimberga)
La stazione di Langwasser Süd è una stazione della metropolitana di Norimberga, servita dalla linea U1, della quale costituisce il capolinea meridionale. Prende il nome dal quartiere satellite di Langwasser, nel quale si trova.

## Storia
La stazione venne costruita come capolinea meridionale della prima tratta della metropolitana di Norimberga (Bauernfeindstraße-Langwasser Süd), attivata il 1º marzo 1972.

## Strutture e impianti
Si tratta di una stazione sotterranea con due binari, uno per ogni senso di marcia, serviti da una banchina ad isola.

## Interscambi
- Fermata autobus[3]